# Gérard Ugolini
Gérard Ugolini (né le 9 février 1949 à Jœuf) est un athlète français, spécialiste du saut en longueur.

## Biographie
Gérard Ugolini se classe 16e des Jeux olympiques de 1968 et 8e des championnats d'Europe de 1969.
En 1968, il établit un nouveau record d'Europe junior du saut en longueur avec 7,96 m.